# Afar (språk)
Afar (Qafár af, även afariska) är ett östkushitiskt språk som talas av omkring 1,5 miljoner människor. Det talas i Djibouti Eritrea och Etiopien.

## Geografisk placering och status
Framför allt talas afar i Etiopien, Eritrea och Djibouti, och huvudsakligen bland etniska afarer som bor på Afrikas horn. Språket anses vara livskraftigt. Ett närbesläktat språk är exempelvis saho.
Språket är ett av Eritreas nio officiella språk. I Djibouti är afar ett nationellt språk, men inte ett officiellt språk. Landets public servicebolag (franska: Radiodiffusion Télévision de Djibouti) använder afar vid sidan av franska, engelska och somaliska. Språket har officiell status i den etiopiska regionen Afar.

## Fonologi

### Vokaler
|              | Främre | Bakre |
| ------------ | ------ | ----- |
| Sluten       | i      | u     |
| Mellansluten | e      | o     |
| Mellanöppen  |        | ʌ     |

Alla vokaler kan finnas som korta och långa. Vokalen [ʌ] realiseras dock [aː]. 
Källa:

### Konsonanter
Tonlösa och tonade konsonanter är separerade från varandra med |-tecken så att de tonlösa konsonanter finns i vänster. 
|             | Labial | Alveolar | Retroflex | Palatal | Velar  | Faryngal | Glottal |
| ----------- | ------ | -------- | --------- | ------- | ------ | -------- | ------- |
| Klusil      | b      | t \| d   |           |         | k \| g |          |         |
| Frikativ    | f      | s        |           |         |        | ħ        | h       |
| Nasal       | m      | n        |           |         |        | ʕ        |         |
| Approximant | w      | l        |           | j       |        |          |         |
| Flappar     |        | ɾ        | ɖ         |         |        |          |         |

Källa:

## Skriftsystem
Afariska är ett SOV-språk, och skrivs med både det latinska alfabetet och ge'ez-skrift. Det latinska skriftsystemet offentliggjordes på 1970-talet av två nationalistiska medlemmar av intelligentia Dimis och Redo.
| Wikipedia Incubator | Wikimedia Foundation har en testupplaga av Wikipedia på Afar (språk). |